# Tubulo (micologia)

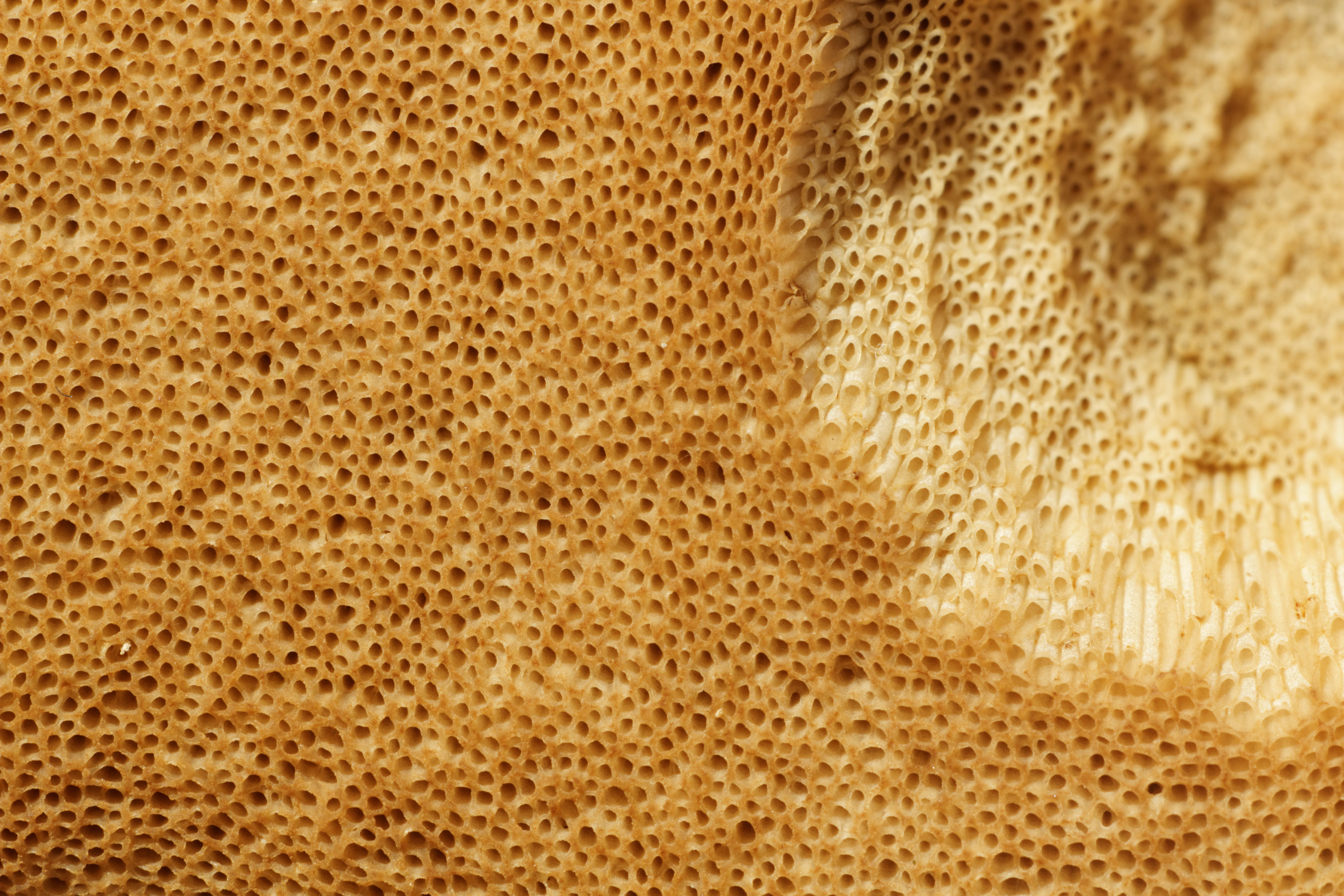
Imenoforo di Leccinum aurantiacum, particolare con pori e tubuli

I tubuli in micologia sono sottili tubicini presenti nell'imenoforo di alcune specie di funghi detti per questo "a tubuli" (boleti e polipori).

## Descrizione
I pori si trovano ammassati tra di loro parallelamente in senso verticale, a formare l'imenoforo nella parte inferiore del cappello dei suddetti funghi; le loro pareti interne sono rivestite dall'imenio e il loro orifizio libero è detto poro.
In alcune specie, virano il proprio colore al tatto e si staccano facilmente dal cappello, mentre in altre specie sono immutabili sono saldati al cappello (ad esempio nelle Polyporaceae). Nella descrizione dei funghi viene spesso tenuto in considerazione il modo con cui i tubuli sono disposti rispetto al gambo (ad esempio, adnati, liberi, decorrenti, etc...).

## Etimologia
La parola "tubulo" deriva dal latino tubulus,  diminutivo di tubus = tubo.